# Provincia di Federico Román
La provincia di Federico Román è una delle 5 province del dipartimento di Pando nella Bolivia settentrionale. Il capoluogo è la città di Nueva Esperanza.
Al censimento del 2001 possedeva una popolazione di 2.242 abitanti.

## Geografia antropica

### Suddivisioni amministrative
La provincia è suddivisa in 3 comuni:
- Nueva Esperanza
- Santos Mercado
- Villa Nueva